# Isanthrene schausi
Isanthrene schausi är en fjärilsart som beskrevs av Rothschild 1911. Isanthrene schausi ingår i släktet Isanthrene och familjen björnspinnare. Inga underarter finns listade i Catalogue of Life.